# دیوید اسکات (سیاستمدار جورجیا)
دیوید اسکات (به انگلیسی: David_Scott_(Georgia_politician)) نمایندهٔ حوزه انتخابیه سیزدهم جورجیا از حزب دموکرات ایالات متحده آمریکا در مجلس نمایندگان ایالات متحده آمریکا است که برای نخستین‌بار در ۲۸ ژانویه ۲۰۰۳ میلادی به‌عضویت این مجلس درآمد.